# Miquette et sa mère (1950)
Miquette et sa mère is een Franse filmkomedie uit 1950 onder regie van Henri-Georges Clouzot.

## Verhaal
Een meisje uit de provincie reist naar Parijs. Daar wordt ze actrice bij een toneelgezelschap. Ze oogst er bijval, maar ze kan desondanks haar verloren liefde en haar geboorteplek niet vergeten.

## Rolverdeling
| Acteur            | Personage                 |
| ----------------- | ------------------------- |
| Louis Jouvet      | Monchablon                |
| Bourvil           | Urbain de la Tour-Mirande |
| Saturnin Fabre    | Markies                   |
| Danièle Delorme   | Miquette                  |
| Mireille Perrey   | Hermine Grandier          |
| Pauline Carton    | Perrine                   |
| Jeanne Fusier-Gir | Juffrouw Poche            |
| Madeleine Suffel  | Noémie                    |
| Maurice Schutz    | Panouillard               |